# تبول لاإرادي
المَثَن[بحاجة لمصدر] أو سَلَس البَوْل أو السَلَس البَوْلِي (بالإنجليزية: Urinary incontinence)‏ هو خروج البول من الجسم لا إرادياً. هذه الحالة شائعة جداً وتسبب الكثير من الإحراج للمصابين، مؤثرةً بذلك على نوعية حياتهم. يعتبر سلس البول مشكلةً مهمة في صحة المسنين. غالباً ما يتم تمييز سلس البول عند الأطفال (Enuresis) كحالة مرضية مستقلة عن السلس البولي.
تعتبر جراحة الحوض، الحمل، الولادة، إنقطاع الطمث عوامل خطر أساسية للسلس البولي. فالسلس البولي ينتج عادةً عن حالة مرضية أخرى، ولا يتم الإبلاغ عنه بشكل كامل للأطباء. يوجد أربعة أنواع أساسية للسلس البولي:
- سلس الإلحاح بسبب فرط في نشاط المثانة
- سلس الإجهاد بسبب ضعف انغلاق العاصرة الاحليلية التي تغلق المثانة
- سلس فيضي بسبب ضعف إنقباض المثانة أو إنسداد الإحليل
- سلس مختلط يجمع مميزات من الأنواع الأخرى

العلاج يتضمن تمارين لعضلات قاع الحوض (تمارين كيجل)، تدريب المبولة، الجراحة، والتحفيز الكهربائي. العلاج السلوكي يعمل عادةً بشكل أفضل من الأدوية لعلاج سلس الإلحاح وسلس الإجهاد. إن فعالية الأدوية وأمانها ما زال موضع شك. يعتبر السلس البولي أكثر انتشاراً في النساء الكبيرات في السن.

## الأسباب
سلس البول قد يحدث نتيجة أسباب متعلقة بالمسالك البولية، وأسباب غير متعلقة بها. الأسباب المتعلقة بالمسالك البولية يمكن تقسيمها إلى تلك المتعلقة بخلل في المثانة، أو تلك المتعلقة بخلل في العاصرة الإحليلية، ويتضمنان الفرط في نشاط المثانة، ضعف في تجاوب المثانة، كثر حركيّة الإحليل، أو خلل العاصرة الإحليلية الذاتي. الأسباب الغير متعلقة بالمسالك البولية تتضمن الإلتهاب، بعض الأطعمة أو الأدوية، العوامل النفسية، البوال، انحشار البراز، وانحصار الحركة.

### النساء

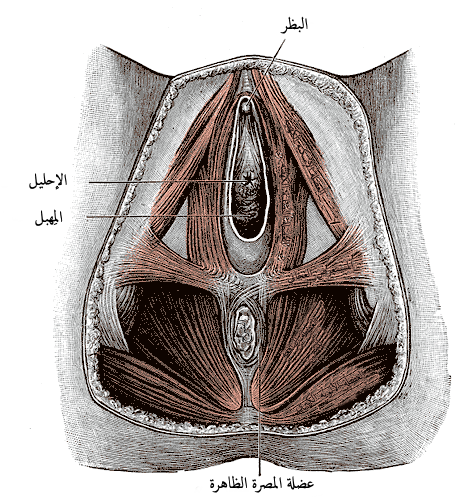
العجان وعضلات قاع الحوض لدى الأنثى

أكثر أنواع السلس شيوعاً عند النساء هما سلس الإجهاد وسلس الإلحاح. النساء اللواتي يملكن عوارض من أكثر من نوع من السلس لديهم ما يسمى بالسلس المختلط. بعد إنقطاع الطمث، يخف مستوى الإستروجين، مما يؤدي إلى ضمور الإحليل في بعض النساء، فيصبح ضعيفاً ورقيقاً، مما قد يلعب دوراً في تطور السلس البولي.
سلس الإجهاد في النساء سببه غالباً ضعف في دعم الإحليل، الذي ينتج عادةً عن ضرر في أنسجة الحوض الداعمة، كما يحصل بسبب الحمل، الولادة، البدانة، التقدم في السن، وغيرها. حوالي 33% من النساء يعانون من سلس البول بعد الولادة، والنساء اللواتي يلدن ولادةً طبيعية معرضات لحصول سلس البول أكثر بمرتين من النساء اللواتي يلدن عبر الولادة القيصرية. سلس الإجهاد يتميز بتسرب كمية صغيرة من البول عند القيام بشيء يرفع الضغط داخل البطن، كالضحك، العطس، أو السعال. يحصل هذا عندما تفشل العاصرة الاحليلية بالإغلاق بإحكام بسبب خلل في العاصرة بذاتها، أو بسبب ضعف الأنسجة الداعمة لها. بالإضافة لذلك، فالتمارين الرياضية القاسية يمكن أن تتسبب بما يسمى بسلس الرياضة. أما سلس الإلحاح فسببه عادةً هو الإنقباض المتزايد للعضلة الدافعة للبول (عضلة المثانة)، حالة تسمى «فرط نشاط المثانة». يتميز هذا النوع من السلس بحصول تسرب البول بعد لحظات من الشعور القوي بالرغبة بالتبول، فلا يلحق المريض أن يصل إلى الحمام.

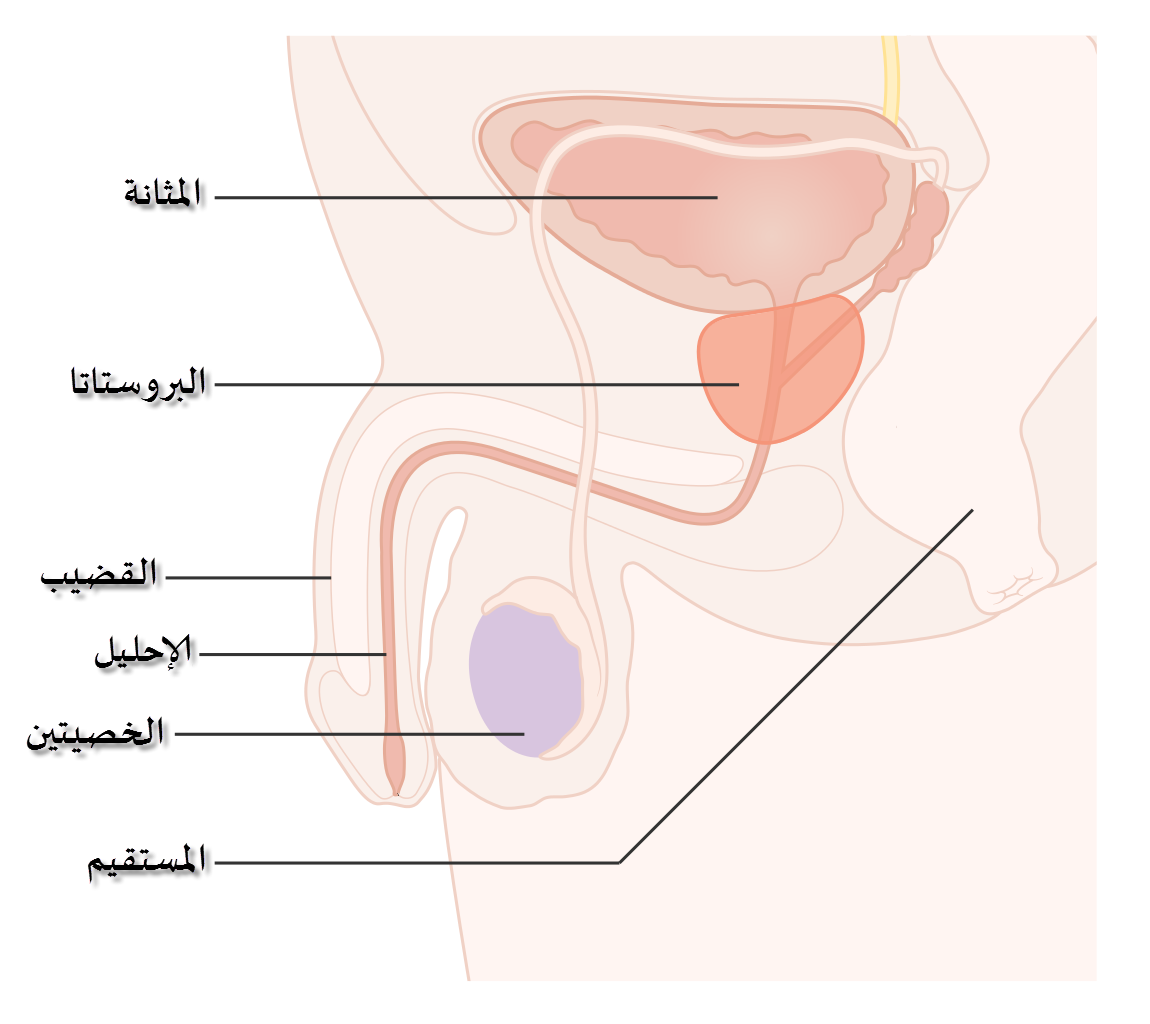
البروستات لدى الرجال مع باقي الجهاز. الإحليل يمر داخل البروستات.

### الرجال
يعتبر سلس الإلحاح أكثر الأنواع إنتشاراً عند الرجال. كما في النساء، يتسرب البول بعد شعور قوي وسريع بالرغبة بالتبول دون أن يلحق الشخص الوصول إلى الحمام، حالة تعرف بفرط نشاط المثانة. تنتج هذه الحالة في الرجال عادةً بسبب تضخم البروستات الحميد، الذي يؤدي إلى إنسداد مخرج المبولة، وبعدها خلل في العضلة الدافعة للبول (عضلة المثانة)، فينتج فرط نشاط المثانة وما يرافقه من سلس بولي.
سلس الإجهاد هو ثاني أكثر نوع سلس بولي شيوعاً لدى الرجال، ويحصل عادةً بعد جراحة البروستات. إستئصال البروستات، إستئصال البروستات عبر الإحليل، العلاج الإشعاعي الموضعي للبروستات، والعلاج الإشعاعي التقليدي، كلها يمكن أن تسبب ضرراً للعاصرة الاحليلية والأنسجة المحيطة، مما يمنع إغلاقها بشكل كامل. عندما لا تغلق العاصرة الإحليلية بشكل كامل، يتسرب البول من المبولة عند القيام بنشاطات تزيد من الضغط داخل البطن، كالضحك، العطس، أو السعال. التحكم بالبول يتحسن عادةً خلال 6 إلى 12 شهر بعد الجراحة دون علاج محدد، وفقط 5 إلى 10% من الرجال يبقى لديهم عوارض بعد ذلك.

### كلا الجنسين
العمر يشكل عمل خطر أساسي يزيد من حصول السلس البولي وحدّته
البوال (التبول بكميات كبيرة)، الذي قد ينتج عن مرض السكري، العطاش الأساسي (شرب الماء بكميات كبيرة)، مرض السكري الكاذب عصبي المنشأ، ومرض السكري الكاذب كلوي المنشأ. البوال يتسبب عادةً بالإلحاح البولي والرغبة المتكررة بالتبول، ولا يتسبب بالضرورة بالسلس البولي.
الإختلالات العصبية كالتصلب المتعدد، تشقق العمود الفقري، مرض باركنسون، السكتة الدماغية، وإصابات النخاع الشوكي. كل هذه الحالات قد تؤثر على الوظيفة العصبية للمثانة، حالة تسمى بالمثانة العصبية.
فرط نشاط المثانة، ولكن يمكن أن تختلف الأسباب وراء هذه الحالة بين الجنسين كما تم ذكره
بعض عوامل الخطر الأخرى تتضمن التدخين، إستهلاك الكافيين، والإكتئاب.

## آلية السلس

### البالغين

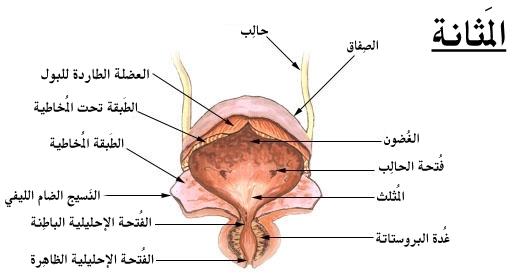
المثانة

يتم تخزين البول في المثانة، وهي عضو يشبه البالون موجود في أسفل البطن. تتصل المثانة بالإحليل، وهو مجرى البول الذي يخرج البول من الجسم.
التحكم بالبول والتبول هما وظيفتان تعتمدان على توازن دقيق بين إغلاق الإحليل (العاصرة الاحليلية) ووظيفة العضلة الدافعة للبول (عضلة المثانة). عند التبول، تنقبض العضلة الدافعة للبول، الموجودة في حائط المبولة، لتدفع بالبول نحو الإحليل ليخرجها من الجسم. في الوقت ذاته، ترتخي العاصرة الاحليلية الموجودة أول الإحليل لتسمح للبول بالمرور. ضغط الإحليل يتجاوز ضغط المثانة في الحالات الطبيعية، فيمنع البول من المرور. تقوم عضلات قاع الحوض بدعم الإحليل ليغلق جيداً. أي خلل أي التوازن بين العضلة الدافعة للبول، العاصرة الإحلالية، أو الأنسجة والأعصاب التي تدعمها قد يؤدي إلى السلس البولي.
مثلاً، ينتج سلس الإجهاد عن عدم قدرة العاصرة الاحليلية على الإغلاق بشكل كامل. يمكن أن ينتج هذا عن إختلال وظيفي في العاصرة بذاتها، أو نتيجة ضعف العضلات التي تدعمها، أو الأعصاب التي تغذيها. يحصل هذا الضرر في الرجال مثلاً غالباً بعد جراحة البروستات أو العلاج الإشعاعي للبروستات. أما في النساء فيحصل بعد الولادة أو الحمل. ينتقل الضغط داخل البطن عادةً بشكل مساوٍ إلى المثانة والإحليل، وبالتالي فرق الضغط لا يختلف بين الإثنين، ويبقى التحكم بالبول. أما عند إختلال الأنسجة الداعمة، فإن إرتفاع الضغط داخل البطن سيدفع بالبول من المثانة نحو الإحليل، فيحصل السلس.
سلس الإلحاح يحصل مثلاً مع انقباضات قوية للعضلة الدافعة للبول، حين يشعر الشخص برغبة ملحة بالتبول، ويحصل السلس عندما لا يصل إلى المرحاض في الوقت المناسب. تعرف هذه المتلازمة بفرط نشاط المثانة، وتتعلق باختلال بوظيفة العضلة الدافعة للبول.

### الأطفال
المقالة الأساسية: سلس البول لدى الأطفال
يعتبر التبول وظيفةً جسدية معقدة. المثانة هي عبارة عن عضلة تشبه البالون في الشكل، وتقع أسفل البطن. تقوم المثانة بتخزين البول ودفعه نحو الإحليل، المجرى الذي يحمل البول نحو الخارج. تتحكم بهذه الوظيفة أعصاب وعضلات مختلفة، والنخاع الشوكي والدماغ.
تتألف المثانة من نوعين من العضلات: العضلة الدافعة للبول، وهي عضلة يمكن تخيلها كالكيس الذي يحتوي البول وتنقبض لإفراغ المثانة، والعضلة العاصرة الاحليلية، وهي عضلة دائرية تلتف على عنق المثانة منقبضةً بشكل اتوماتيكي لإبقاء البول داخل المثانة، وترتخي عندما تنقبض العضلة الدافعة للبول للسماح للبول بالخروج نحو الإحليل. النوع الثالث من العضلات يقع تحت المثانة، ويعرف بعضلات قاع الحوض، وهي تنقبض لإبقاء البول في المثانة.
تمتلئ مثانات الطفل إلى حد معين، ثمة تنقبض أوتوماتيكياً للإفراغ. عندما ينمو الطفل، ينمو معه الجهاز العصبي. عندها تبدأ الإشارات العصبية بالوصول من المثانة إلى الدماغ لتعلمه بأنها تمتلئ، ويرسل عندها الدماغ اشارت أيضاً لمنع المثانة من الإفراغ أوتوماتيكياً إلى أن يجد الطفل مكان ووقت مناسب للتبول.
عند فشل هذه المنظومة يحصل السلس البولي عند الأطفال. الأسباب قد تكون بسيطة أو معقدة.

## التشخيص
نمط التبول وتسرب البول مهمان إذ انهما قد يدلا على نوع السلس. ببعض النقاط الأخرى تتضمن الشد والإنزعاج عند التبول، استخدام بعض أنواع الأدوية، العمليات الجراحية السابقة، والأمراض الأخرى.

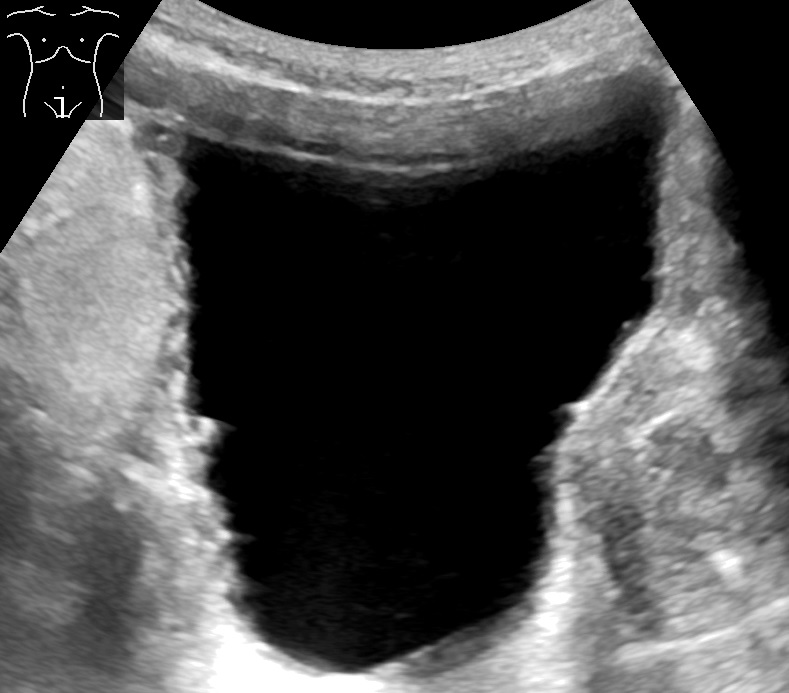
صورة صوتية لمثانة رجل في سن ال-85 تظهر حائط متعرج، وهو دليل على انحصار البول

يرتكز الفحص السريري على إيجاد علامات تدل على الحالات الصحية التي قد تؤدي إلى السلس، كالأورام التي قد تغلق مجرى البول، أو انحشار البراز، ضعف ردات الفعل العصبية والإحساس، وهو ما قد يدل على مشاكل في الأعصاب.
بعض الإختبارات الأخرى:
- فحص الجهد: يقوم المريض بالإرتخاء، ثمة يسعل بقوة بينما يراقب الطبيب لتسرب البول
- فحص البول: يفحص البول للإطلاع على وجود إلتهاب، بحص، أو أي حالة مرضية أخرى متعلقة.
- فحص الدم: يؤخد الدم ويرسل إلى المختبر للبحث عما قد يدل على حالات مرضية قد تسبب السلس
- صورة صوتية: يتم استخدام الصورة الصوتية لرؤية الكلى والمثانة، تحديد قدرة المثانة على تخزين البول، وتحديد كمية البول المتبقية بعد التبول. يساعد هذا بمعرفة إذا ما كان هناك مشكلة في إفراغ المثانة.
- تنظير المثانة: يستخدم الجراح قضيب حديدي على رأسه كاميرا ويدخله في الإحليل ليرى داخل الإحليل وداخل المثانة.
- فحص البول الديناميكي: يستخدم العديد من التقنيات لقياس الضغط داخل المثانة وقوة إندفاع البول.

يطلب الأطباء عادةً من المرضى أن يقوموا بتسجيل نمط تبوّلهم، مع الوقت والكمية، لأسبوع أو أيام أحياناً.
أما في الأبحاث التي تتناول موضوع السلس وفعالية العلاجات، يستخدم الباحثون عادةً نظام عدد يعتمد على عدد الفوط الصحية المستخدمة لدى المريض، كمية البول المتسرب، عدد حوادث السلس يومياً، قياس قوة عضلات الحوض، قياس قدرة ضغط المهبل.

### الأنواع الأساسية
يوجد أربعة أنواع أساسية للسلس:
سلس الإجهاد، وسببه ببساطة هو عدم قدرة العاصرة الإحليلية على الإغلاق بشكل كافٍ بسبب إختلال في العاصرة بذاتها، أو ضعف العضلات والأعصاب الداعمة. ويصف هذا النوع السلس الذي يحصل عند القيام بنشاطات تزيد من الضغط داخل البطن، كالسعال، الضحك، العطس.
سلس الإلحاح: هو فقدان البول اللاإرادي الذي يحصل مع شعور مفاجئ بالحاجة للتبول، ويحصل عادةً نتيجة ما يسمى بفرط نشاط المثانة.
السلس الفيضي: هو السلس الذي يحصل فجأة دون شعور ودون القيام بأي نشاط بدني. يعرف أيضاً بمتلازمة ضعف نشاط المبولة. يحصل هذا عادةً بسبب إنسداد المبولة المزمن أو مع الأمراض التي تدمر الأعصاب التي تغذي المثانة. يقوم البول بتمديد المثانة دون شعور الشخص بالضغط. يغلب ضغط البول العاصرة الاحليلية ويحصل السلس.
السلس المختلط يحتوي على عوارض من مختلف أنواع السلس الأخرى. هذا النوع لا يعتبر نادراً في النساء الكبيرة في السن، وقد يرافقه أيضاً احتباس البول.

### أنواع أخرى
- السلس الوظيفي وهو السلس الذي يحصل لدى شخص يدرك حاجته للتبول، ولكن لا يستطيع الدخول إلى الحمام. تكون كمية البول عادةً كبيرة. يوجد العديد من أسباب السلس الوظيفي، وتتضمن التشوش، الخرف، مشاكل النظر، عدم القدرة على التحرك والتنقل، عدم الرغبة بالقيام إلى الحمام بسبب الكآبة أو الخوف أو الثمالة بسبب الكحول.[21] قد يحصل السلس الوظيفي أيضاً دون وجود سبب بيولوجي أو طبي. مثلاً، عندما يدرك الشخص أنه بحاجة للتبول، دون أن يكون على مقربة من حمام.
- السلس البنيوي: قد تشكل نادراً المشاكل الخلقية البنيوية، التي يتم تشخيصها في الصغر عادةً، السلس البولي. الناسور (تواصل بين عضوين فارغين، كالمثانة والمهبل مثلاً) الذي قد يحصل بسبب الإصابات الرضحية في الجهازين البولي أو النسائي قد يؤدي إلى السلس. هذه النواسير المهبلية تتضمن الناسور بين المثانة والمهبل، وهو أكثر الأنواع شيوعاً، والناسور بين الحالب والمهبل. قد يشكل تشخيص هذه النواسير تحدٍ للأطباء. قد يقوم الأطباء بطلب صورة لحجرة المهبل مع حقن مادة مضيئة فيه.[22]
- السلس البولي الليلي يحصل خلال النوم، وهو أمر طبيعي لدى الأطفال إلى عمر معين.
- السلس العابر يحصل لفترة مؤقتة، كالسلس الذي يحصل لدى النساء الحوامل، ثم يزول بعد الولادة [23]
- سلس القهقهة هو رد فعل لا إرادي للضحك. يحصل عادةً عند الأطفال.
- السلس الثنائي يصف سلس البول المترافق مع سلس البراز. يكون هذا بسبب خلل في الرافعة الشرجية (عضلة في قاع الحوض) التي لها دور وظيفي في التحكم بالبول والبراز معاً. لهذا فإن الأشخاص الذين لديهم سلس بولي معرضون أكثر لحصول سلس البراز.[24] يسمى هذا أحياناً بالسلس الثنائي.
- تنقيط ما بعد التبول هو حالة تحصل عندما يبقى بعض البول في الإحليل بعد التبول، فيتسرب ببطء بعدها.
- سلس الجماع هو تسرب البول الذي يحصل عند الولوج، أو عند الوصول إلى هزة الجماع مع شريك جنسي أو عند الإستمناء. تفيد التقارير أن 10% إلى 24% من النساء الناشطات جنسياً واللواتي تمتلكن خللاً في عضلات قاع الحوض يعانين من هذه الظاهرة.[25]
- سلس هزة الجماع هو السلس البولي الذي يحصل عند الوصول لهزة الجماع. يمكن أن ينتج هذا بعد عملية إستئصال البروستات

### تحرّي المرض
تنصح بعض المراجع بالقيام بتحرٍ سنوي للسلس البولي عند النساء. اسئلة التحري يجب أن تسأل عن العوارض التي قد ترافق السلس، شدة هذه العوارض، وإذا ما كانت هذه العوارض تؤثر على حياة الشخص. منذ عام 2018، اظهرت الدراسات أن التحري عن السلس البولي لا يغير بنتائج هذه المشكلة في النساء.

## العلاج
الخيارات العلاجية تتراوح بين العلاج المتحفظ، العلاج السلوكي، تدريب المثانة، تمارين عضلات قاع الحوض، أجهزة تجميع البول، الملاقط، الأدوية، والجراحة. وفق مراجعة منهجية اجريت عام 2018، إن العديد من العلاجات غير الجراحية تستطيع تحسين أو إيقاف سلس البول لدى النساء. يتوقف نجاح العلاج على إيجاد التشخيص الصحيح.

### العلاج السلوكي
العلاج السلوكي يتضمن الأسلوبين القمعيين (الإلهاء، الإرتخاء)، بالإضافة إلى تعلم تفادي بعض الأطعمة التي قد تزيد من السلس. مثلاً، تفادي أو التقليل من إستهلاك الكافيين والكحول. العلاجات السلوكية، بما فيها تدريب المثانة، الإرتجاع البيولوجي، وتمارين قاع الحوض، هي العلاجات الأفضل لتحسين السلس البولي لدى النساء، دون مضاعفات. العلاج السلوكي لا يعتبر علاجاً نهائياً للسلس البولي، ولكن يمكنه تحسين نوعية حياة الشخص. يمكن اللجوء للعلاج السلوكي وحده، أو إلى جانب العلاجات الأخرى لتحسين العوارض.

#### التغييرات الحياتية
تفادي رفع الأوزان ومنع الإمساك قد يساعدا بتخفيف تسرب البول اللاإرادي. إيقاف التدخين قد يساعد أيضاً في تحسين السلس البولي لدى الرجال والنساء. في أولئك الذين يعانون من البدانة، فإن خسارة الوزن قد تكون مفيدة.

#### التمارين
تمارين عضلات قاع الحوض، كتمارين كيجل، هي العلاج الأول لسلس الإجهاد لدى النساء. تدريب المبولة، وهو القيام بمحاولة زيادة الوقت بين أوقات التبول، هي طريقة علاجية محبذة في سلس الإلحاح. كلتا هاتين الطريقتين يمكن الإستفادة منها في السلس المختلط.
يمكن استخدام الأوزان المهبلية للمساعدة بهذه التمارين. وفق الدراسات، يبدو أن لهذه الأوزان أفضلية على عدم إتباع أي علاج، ويعطي استخدامها نتائج مشابهة لما يمكن تحقيقه من تمارين عضلات قاع الحوض عبر التحفيز الكهربائي.
الإرتجاع البيولوجي يستخدم أجهزة قياس لمساعدة الشخص بأن يصبح واعياً لوظائفه الجسمانية. بستخدم أجهزة إلكترونية، أو مذكرات لمتابعة متى تنقبض المثانة أو العاصرة الاحليلية، يمكن للشخص استعادة التحكم بتلك العضلات. الإرتجاع البيولوجي يمكن استخدامه مع تمارين قاع الحوض والتحفيز الكهربائي لتخفيف سلس الإجهاد وسلس الإلحاح.
التبول الوقتي هو أسلوب علاجي يستخدم الإرتجاع البيولوجي. في التبول الوقتي، يملأ المريض جدول بمرات التبول ومرات السلس. عند تحليل الأنماط، يمكن للمريض تخطيط وقت التبول بشكل يسبق أوقات السلس. الإرتجاع البيولوجي وتدريب المثانة يمكنهما تغيير جدول التبول الخاص بالمثانة. هذه التقنيات والأساليب فعالة في علاج سلس الفيض وسلس الإجهاد.
في 2013، وفي تجربة عشوائية مضبوطة، لم يجد الباحثون أي فائدة من إضافة الإرتجاع البيولوجي إلى تمارين قاع الحوض في علاج سلس الإجهاد، ولكن في المقابل، كل فريق على حدة شهد تحسناً في السلس. في تجربة عشوائية مضبوطة أخرى، وجد الأطباء أن زيادة الإرتجاع البيولوجي إلى تمارين قاع الحوض في علاج سلس الإجهاد حسنت وظيفة عضلات قاع الحوض، خففت من حدة العوارض، وحسنت نوعية الحياة.
تمارين عضلات قاع الحوض قبل العمل الجراحي في الرجال الذين سيخضعون لإستئصال البروستات الراديكالي لم يقلل من نسبة السلس البولي.
يوجد علاجات بديلة تم دراستها لعلاج سلس الإجهاد لدى النساء. لم يتيم إيجاد أي دليل على نفع استخدام أسلوب باولا، تمارين عضلات البطن، تمارين البيلاتيس، التاي تشي، تمارين التنفس، تمارين الاستقامة، والرشاقة بشكل عام.

### الأجهزة
في الأشخاص الذين لا يستجيبون للعلاجات المذكورة، يوجد حلول أخرى. استخدام الأجهزة الميكانيكية لم يتم دراسته جيداً بحلول عام 2014.

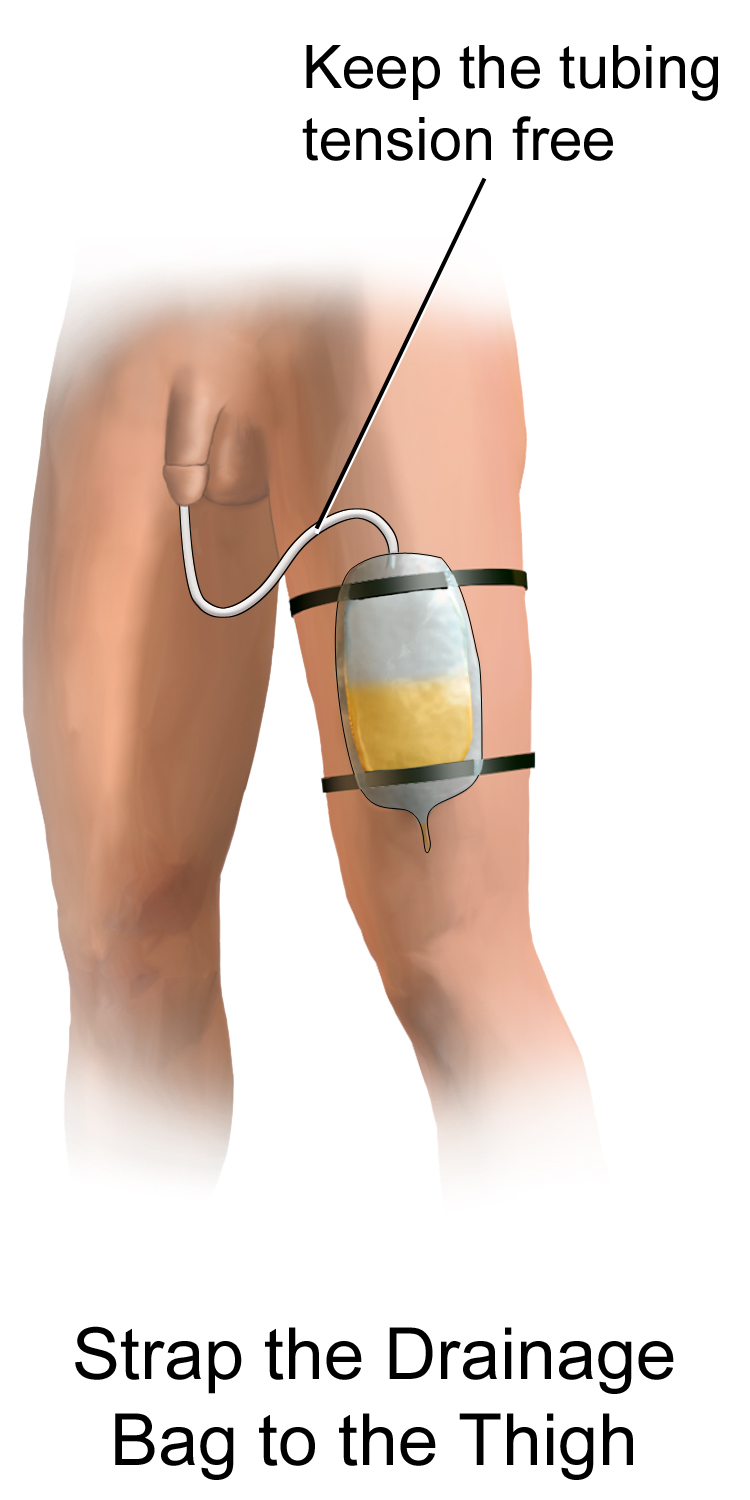
قسطرة فولي مع جهاز تجميع مربوط على الرجل

- قسطرة فولي مع جهاز تجميع مربوط على الرجلأنظمة التجميع (للرجال) تتألف من غشاء يتم لفه حول القضيب، يقوم بإيصال البول إلى كيس يلتف حول الرجل. تأتي هذه المنتجات مصنعةً من مواد مختلفة وبأحجام مختلفة تناسب الجميع. تظهر الدراسات [42] أن الرجال يفضلون هذه المنتجات على الفوط الصحية، خاصةً فيما يتعلق بالقيود على القيام بالوظائف اليومية. يوجد حلول لجميع درجات السلس. الفوائد من استخدام أنظمة التجميع هو أنها متحفظة، تبقي الجلد ناشفاً طول الوقت، ويمكن استخدمها في الليل والنهار. السيئات تتضمن الحاجة إلى الخضوع للقياس لإيجاد الحجم المناسب، كما ويتطلب شراؤها وصفة طبية في بعض الدول
- منتجات الإمتصاص (كالفوط الصحية، والألبسة الداخلية المخصصة، الحفاضات) هي أكثر المنتجات شهرةً في التعامل مع السلس البولي. تتواجد هذه المنتجات بشكل كبير في الصيدليات والمتاجر الكبيرة. الجيد في استخدام هذه المنتجات هو أنها لا تحتاج تقييس أو إرشادات استخدام من الأطباء. أما السيئ فهو أنها كبيرة الحجم، وقد تسرب البول أو تصدر رائحة، كما قد تؤدي إلى تشقق الجلد بسبب الرطوبة المستمرة.
- القسطرة المتفرقة وهو استخدام قساطر بولية ذات استخدام واحد، توضع في المثانة لإفراغها، ثم تزال بعد الإفراغ التام ويتم التخلص منها. تستخدم هذه القساطر عادةً في علاج حصر البول، ولكن يمكن استخدمها في بعض الأحيان في حالات السلس البولي. تصرف هذه الأجهزة وفق وصفة طبية فقط.
- القسطرة الدائمة (تعرف بقسطرة فولي) هي قساطر يتم استخدامها بكثرة في المستشفيات، أو إذا لم يستطيع المريض من استخدام إحدى الحلول المذكورة أعلاه بنفسه (كمن يملك إصابة عصبية أو مرض عصبي تنقسي). تصرف هذه الأدوات أيضاً وفق وصفة طبية. توصل هذه القسطرة عادةً إلى كيس بول يمكن ربطه حول الرجل أو تعليقه على طرف التخت. يجب مراقبة القساطر الدائمة وتغييرها بإنتظام من قبل عامل في العناية الطبية. الجيد في القسطرة الدائمة هو أن الجلد يبقى ناشفاً بما أن البول ينتقل مباشرةً إلى الكيس. أما السيئات فهو أن من الشائع جداً حصول التهابات في المسالك البولية عند استخدام القسطرة الدائمة. إنقباضات المثانة المفاجئة قد تحصل أيضاً عند الاستخدام المطول للقسطرة الدائمة.[43]
- ملقاط القضيب يتم وضعه على القضيب للضغط على الإحليل وإغلاقه للتعويض عن ضعف إغلاق العاصرة الاحليلية، مانعاً بذلك تسرب البول من المثانة.[44] يمكن استخدام هذا الجهاز في علاج السلس البولي الخفيف والمتوسط.

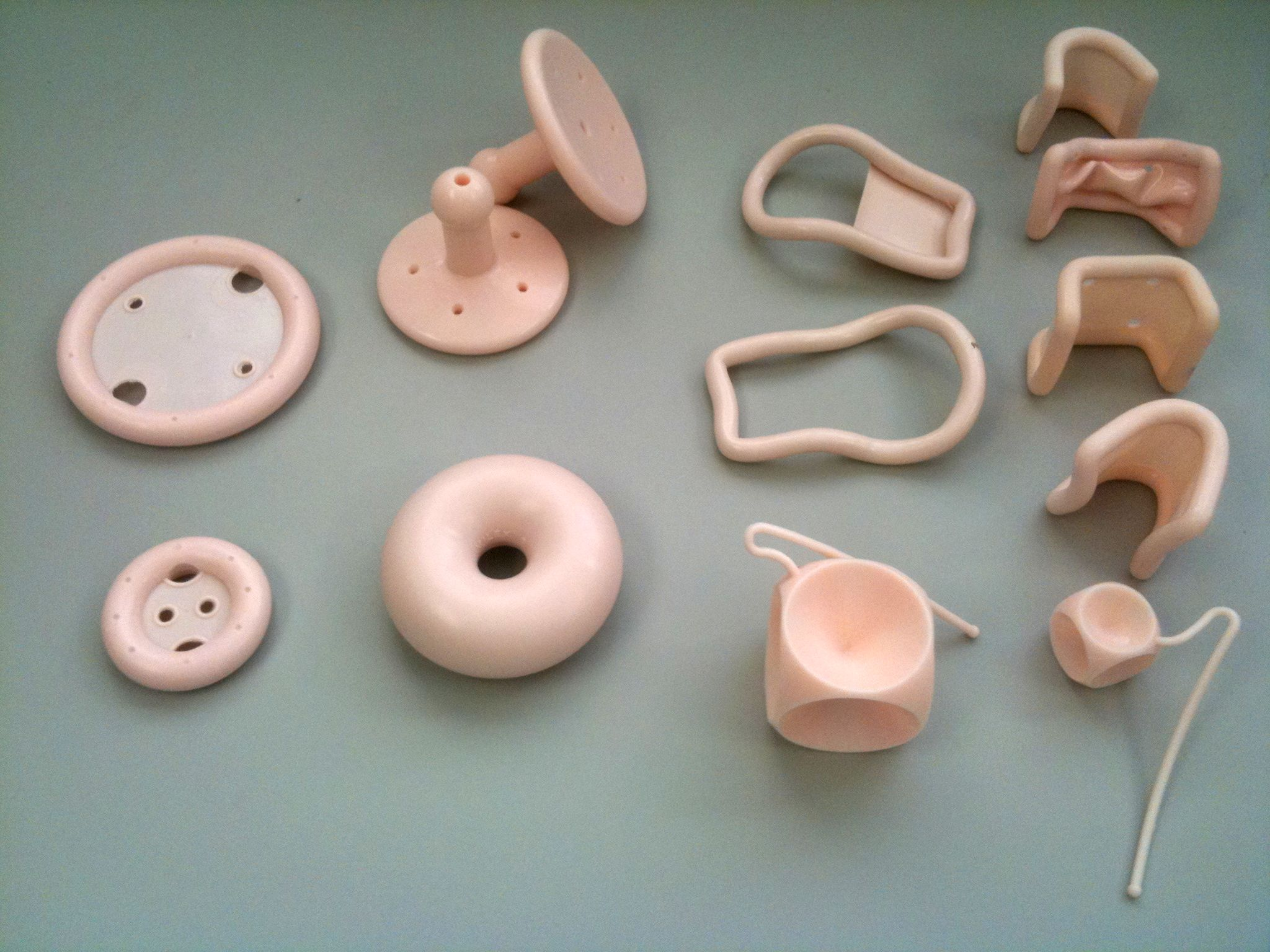
الكعكات المهبلية بأنواعها, توضع داخل المهبل لدعم العاصرة الاحليلية التي تقع أمامه

- الكعكات المهبلية بأنواعها, توضع داخل المهبل لدعم العاصرة الاحليلية التي تقع أمامهالكعكة المهبلية وهي جهاز يستخدم في النساء ويوضع في الفرج. يقوم هذا الجهاز بتوفير الدعم للإحليل الذي يمر أمام المهبل، مما يسمح للعاصرة الاحليلية بالإغلاق بشكل محكم.

### الأدوية
يوجد عدد من الأدوية التي يمكن استخدمها في علاج السلس البولي: مثل الأوكسيبوتينين، فيزوتيرودين، وتولتيرودين. هذه الأدوية تعمل عبر إرخاء العضل الأملس في المثانة. قد تحمل هذه الأدوية بعض المنافع البسيطة، ولكنها قد تسبب أيضاً عدداً من المضاعفات. تنفع هذه الأدوية في 1 من كل 10 أشخاص، وكل الأدوية لديها نفس الفعالية.
الأدوية هذه لا ينصح بها في سلس الإجهاد، ويتم استخدمها فقط في سلس الإلحاح الذي لا يستجيب لتدريب المثانة.

### الجراحة
في النساء والرجال الذين لا يستفيدون من العلاج المتحفية، قد تكون الجراحة الحل. يمكن استخدام الطرق الجراحية في علاج سلس الإجهاد وسلس الفيض. بعض الأساليب الجراحية لعلاج سلس الإجهاد تتضمن استخدام المعلاق، الشريط المهبلي الخالي من الشد، تعليق المبولة، المصرة البولية الصناعية، وغيرها.
استخدام الشريط المهبلي والمعلاق (Urethral Sling) يشكلان جدلاً بسبب إحتمال حصول ألم شديد وتآكل في المهبل. عام 2012, تم تصنيف الشريط المهبلي (Transvaginal tape) كجهاز ذو خطر عالٍ من قبل منظمة الغذاء والأدوية الأمريكية. يظهر اختبار البول الديناميكي أن التدخل الجراحي في هبوط المبولة يمكنه أن يشفي السلس الإلحاحي.
عملية المعلاق التقليدية قد تكون أفضل قليلاً من الجراحة التقليدية لتعليق المثانة (colposuspension)، وربما أقل فعاليةً قليلاً من المعلاق الذي يوضع في منتصف الإحليل (Midurethral sling) في تخفيف السلس البولي عند النساء، ولكن لا زال هناك الكثير من الشك إذا ما كان أحد هذه الأنواع بالفعل أفضل من غيره. أيضاً، لا يوجد أدلة تكفي للتأكد من فعالية وأمان عمليات المعلاق عبر شق وحيد في علاج السلس البولي عند النساء. المعلاق تحت-الإحليلي (suburethral sling) قد يحمل خطر مضاعفات جراحية أكبر من الجراحة متدنية الانتهاك للمعلاق ولكن خطر المضاعفات -عند مقارنتها بالأنواع الجراحية الأخرى- ما زال غير واضح.
عملية تعليق المثانة بالقطب عبر التنظير (laparoscopic colposuspension) هي عملية فعالة كالتعليق بالجراحة التقليدية في علاج السلس البولي لدى النساء حتى 18 شهر بعد العملية، ولكن من غير الواضح إذا ما كان هناك مضاعفات أقل مع التنظير خلال وبعد العملية. من المرجح أن عملية المعلاق تحت-الإحليلي التقليدية لديها مضاعفات أكثر من الرفع عبر الشق.

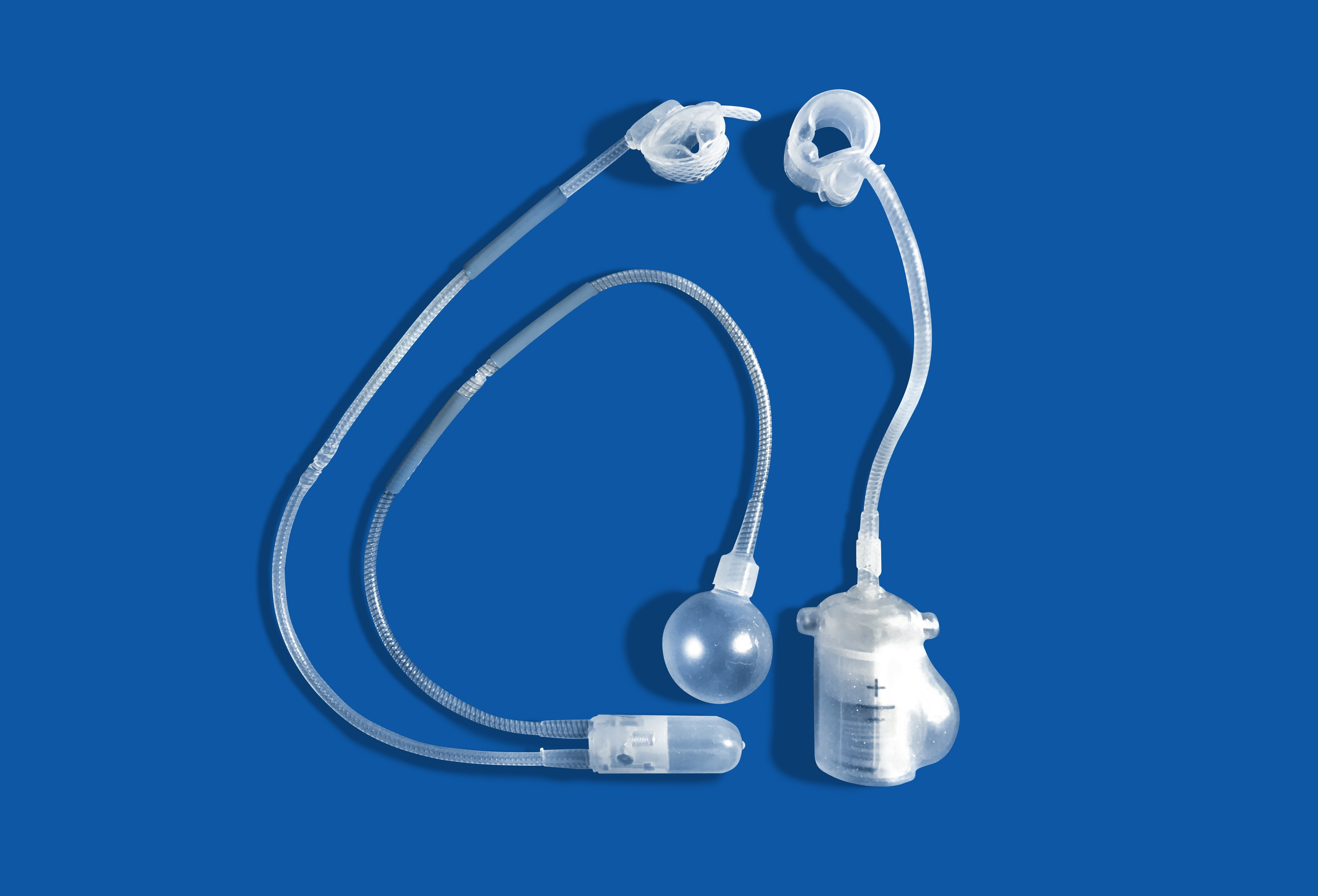
المصرة البولية الصناعية، AMS 800 على اليسار، و-ZSI 375 على اليمين

المصرة البولية الصناعية هي جهاز يتم زرعه لعلاج سلس الإجهاد، خاصةً في الرجال. يتألف الجهاز من قطعتين أو ثلاث قطع: المضخة، الكفة، والخزان (البالون)، وتتصل القطع ببعضها عبر أنابيب خاصة. تلتف الكفة حول الإحليل وتقوم بإغلاقه. عندما يريد الشخص أن يتبول، يقوم بالضغط على المضخة (التي تزرع عادةً في الصفن)، فترتخي الكفة، ويمر البول. بعد ذلك بدقائق، تسترجع الكفة قوتها وتغلق الإحليل مانعةً البول من التسرب. الجمعية الأوروبية لجراحة المسالك البولية تعتبر المصرة البولية الصناعية العلاج الجراحي الأفضل لسلس الإجهاد لدى الرجال بعد عمليات البروستات.

### المواد المحقونة
قد يستخدم بعض الأطباء مواد ذات كتلة يتم حقنها لتوفير الدعم للإحليل، ولكن من غير المعروف مدى فعاليتها.

## الوبائيات
عالمياً، يقدر العلماء أن أكثر من 35% من الأشخاص الأكبر من 60 عاماً في السن لديهم سلس بولي. في عام 2014, تعرض أكثر من 30% إلى 40% من الأشخاص الأكبر من 65 عاماً الذين يقطنون في منزلهم الخاص لتسرب البول في الولايات المتحدة. 24% من البالغين الكبار في السن في الولايات المتحدة لديهم سلس بولي متوسط أو شديد بحاجة إلى العلاج الطبي 
مشاكل التحكم بالبول قرنت بالعديد من المشاكل الصحية الأخرى، كالبدانة والسكري. صعوبة التحكم بالبول تؤدي إلى مستويات أعلى من الكآبة، وإلى تقييد نشاط الفرد.
السلس البولي يحمل فاتورة باهظة الثمن، يتحمل عبأها الشخص المصاب الذي يدفع تكلفة المنتجات، والمستشفيات والجهات الضامنة التي تدفع كلفة الإستشفاء. الحالات المتعلقة بالسلس البولي تعد من أكثر الحالات التي يتم ادخالها إلى المنشأت التمريضية (كدار المسنين مثلاً). أكثر من 50% من حالات الدخول إلى هذه المنشأت متعلقة بالسلس البولي.

### النساء
مشاكل البول تأثر في النساء من جميع الأعمار. هذه المشاكل هي أكثر شيوعاً في النساء الأكبر سناً. النساء الأكبر من 60 عاماً في السن يتعرضن أكثر بمرتين من الرجال للسلس البولي. واحدة من كل ثلاث نساء فوق سن ال 60 تعاني من مشاكل في التحكم بالبول. إحدى الأسباب التي تفسير تعرض النساء للسلس البولي أكثر من الرجال هو الحمل الذي يؤدي بدوره إلى ضعف في قاع الحوض.

### الرجال
السلس البولي أقل انتشاراً في الرجال، ويعود هذا لشكل الجهاز البولي لدى الرجال. سلس الإجهاد يعد شائعاً في الرجال بعد علاج سرطان البروستات.
تفيد الدراسات أن السلس البولي يصيب الرجال الكبار في السن أكثر من الشباب، ولكن قد يحصل السلس في أي عمر كان. وفق التقديرات في بداية الألفية، فإن 17% من الرجال فوق سن ال-60 في الولايات المتحدة، أي حوالي 600,000 رجل، يعانون من السلس البولي، في نسبة تعلو مع التقدم في السن.

### الأطفال
السلس البولي يحصل بشكل أقل في الأطفال بعد سن الخامسة: حوالي 10% من الذين يبلغون الخامسة، 5% من الذين يبلغون العاشرة، و-1% من الذين يبلغون الثامنة عشرة، يعانون أحياناً من سلس بولي. السلس البولي يصيب البنات أكثر بمرتين من الصبية.

## التاريخ
التعامل مع السلس البولي باستخدام الفوط الصحية تم التحدث عنه في أقدم الكتب الطبية المعروفة، بردية إبيرس (عام 1500 قبل الميلاد)
عبر التاريخ، اعتبر السلس البولي من المواضيع المحرمة في الحضارة الغربية. لكن هذه الحالة تغيرت عندما قامت شركة كمبرلي-كلارك (Kimberly Clark) بحملة دعائية شرسة لحفاضات البالغين عام 1980، مع الممثلة جون آليسون كمتحدثة. عند البداية ترددت آليسون من المشاركة، ولكن والدتها أقنعتها أنه من واجبها المشاركة، نظراً لمسيرتها المهنية الناجحة. نجح هذا المنتج في السوق وقتها.

## روابط خارجية
- urinary-incontinence
- سلس البول - كيف يعمل؟